# Antonio Ferrero
Antonio Ferrero (Savona, 1469 - Roma, 23 de julho de 1508) foi um cardeal do século XVI.

## Primeiros anos
Nasceu em Savona em 1469. De uma família pobre. Ele era conhecido como o Cardeal de Gubbio. Outros cardeais da família foram Gianstefano Ferrero (1505); Bonifácio Ferrero (1517); Pier Francesco Ferrero (1561); e Guido Luca Ferrero (1565). Seu sobrenome também está listado como Ferrerio; e como Ferreri.

## Juventude
Escudeiro do Cardeal Girolamo Basso della Rovere. Entrou ao serviço do Cardeal Giuliano della Rovere, futuro Papa Júlio II, que o nomeou protonotário apostólico e mordomo da Casa Pontifícia.

## Episcopado
Eleito bispo de Noli, em 8 de janeiro de 1504. Consagrado em 9 de abril de 1504, no Vaticano, Roma, pelo Papa Júlio II, auxiliado pelo Cardeal Antonio Pallavicini, bispo de Orsense, e pelo Cardeal Giovanni San Giorgio, bispo de Parma; na mesma cerimônia foram consagrados o cardeal Raffaele Sansone Riario, bispo de Albano; o cardeal Galeotto Franciotti della Rovere, bispo de Lucca; e os futuros cardeais Francesco Alidosi, bispo de Mileto; e Gabriele de'Gabrilli, arcebispo de Urbino. Transferido para a sé de Gubbio em 13 de agosto de 1504; ocupou a sé até sua morte. Mestre da Casa Papal. Prefeito do Palácio Apostólico.

## Cardinalato
Criado cardeal sacerdote no consistório de 1º de dezembro de 1505; publicado em 12 de dezembro de 1505; recebeu o chapéu vermelho e o título de S. Vitale, em 17 de dezembro de 1505; muitos cardeais que o conheciam bem se opuseram à sua promoção; logo o papa teve que se arrepender de sua decisão. Legado em Perugia, 23 de janeiro de 1506. Nomeado bispo de Perugia, 30 de março de 1506; ocupou a sé até sua morte. Pró-datário. Legado em Bolonha, 20 de fevereiro de 1507; exerceu uma tirania intolerável sobre os habitantes, executou vários deles e extorquiu trinta mil ducados de ouro. Ele também conspirou para assassinar o papa; este último o chamou de volta a Roma para responder por seu abuso de autoridade; o cardeal chegou a Roma em 1º de agosto de 1507; o papa privou-o da sua dignidade e mandou prendê-lo no Castello Sant'Angelo e não lhe permitiu ver o papa ou qualquer um dos cardeais; ele foi multado em vinte mil escudos ; do castelo foi transferido por ordem papal para o convento de S. Onofrio em Gianicolo e permaneceu sob custódia; tentou retirar-se para a casa do cardeal Girolamo Basso della Rovere, mas este não aceitou; o cardeal morreu de tristeza e confusão.
Morreu em Roma em 23 de julho de 1508, provavelmente envenenado. Sepultado na igreja de S. Agostino, Roma, sem monumento; as exéquias eram celebradas à noite sem pompa por ordem do papa. O papa vendeu suas propriedades para pagar suas vítimas.